# Margheritahut

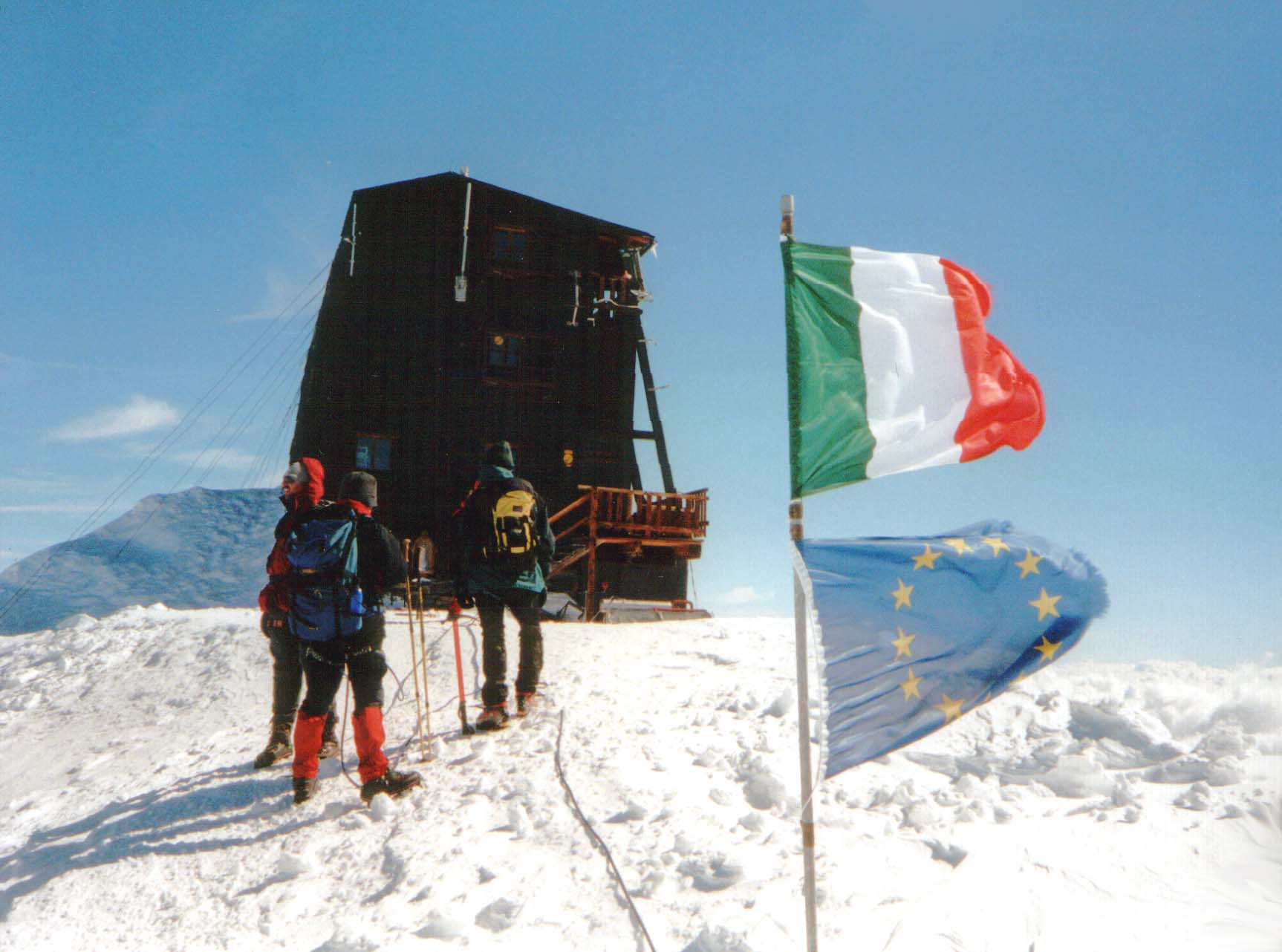
Margheritahut

De Margheritahut (Italiaans: Capanna Regina Margherita) is een berghut in de Italiaanse Alpen, die wordt beheerd door de Italiaanse Alpenclub CAI en is gelegen op de top van de Punta Gnifetti (ook wel Signalkuppe genoemd) van het Monte Rosa-massief op de grens van Italië (regio Piemonte) met Zwitserland (kanton Wallis).
Gelegen op 4554 meter boven zeeniveau is dit het hoogste bouwsel in Europa. Het is ook een van de grootste hutten van het massief, samen met de nabijgelegen Monte Rosa Hut (Duits Monte Rosa Hütte, Italiaans Capanna Monte Rosa) en de Gnifetti Hut (Duits Gnifetti-Hütte, Italiaans Capanna Giovanni Gnifetti of Rifugio Gnifetti).
De hut bevindt zich op Italiaans grondgebied, vlak bij de grens tussen Italië en Zwitserland. De dichtstbijzijnde locatie is het dorp Alagna Valsesia in Piemonte, het startpunt voor de traditionele klim naar de hut en de top van de Monte Rosa aan de Italiaanse zijde. Hiervandaan begon in 1842 de eerste klim naar een van de toppen van de Monte Rosa, georganiseerd door de parochiepriester van Alagna Valsesia, Giovanni Gnifetti. Strikt genomen zijn er meerdere toppen te onderscheiden: Dufourspitze (4634 m), Ostspitze (4632 m) en Grenzgipfel (4618 m).
Aan de Zwitserse zijde is de meest nabijgelegen plaats het toeristische oord Zermatt dat een uitvalsplaats is voor bergtochten in de omgeving, onder meer naar de toppen van de Monte Rosa en Matterhorn.

## Geschiedenis
De bouw van de hut werd in 1889 begonnen op initiatief van de Italiaanse Alpenclub. De hut was geprefabriceerd, met muilezels en vervolgens door mannen te voet ter plekke gebracht en geassembleerd. De hut werd geopend op 18 augustus 1893 in aanwezigheid van Margherita van Savoye, koningin van Italië, naar wie de hut werd genoemd.
De hut werd al snel een belangrijk medisch onderzoekscentrum naar de gevolgen van een verblijf op grote hoogte, onder leiding van de Italiaanse arts en onderzoeker Angelo Mosso. Omdat de hut vrij klein was, werd in 1907 een nieuwer, lager gelegen onderzoekscentrum ("Istituto Mosso") gebouwd nabij de Salati-pas, in de Valsesia-vallei (Alagna Valsesia), op een hoogte van ongeveer 2900 meter.
In 1899 werd er een meteorologisch station toegevoegd voor weerkundige observaties. De laagste geregistreerde temperatuur was −41 °C in de winter van 1928-1929. Later is er als de laagste −37,5 °C geregistreerd, op 25 januari 2005.
Een volledige restauratie van de hut begon in 1977. Daarbij werd de oorspronkelijke hut afgebroken en vervangen door de huidige hut, gebouwd in Valsesia in het plaatsje Failungo Superiore, vlak bij Alagna Valsesia, die in 1980 werd geopend.

## Opening
De hut is in de zomermaanden geopend, van begin juni tot begin september, de exacte data variëren van jaar tot jaar. De capaciteit is 70 bedden. In de winter is er een onbeheerde wintervoorziening met 12 bedden.
Vanaf de zomer van 2017 werd de uitvoering van burgerlijke huwelijksceremonies in de hut toegestaan door de burgemeester van de dichtstbijzijnde stad, Alagna Valsesia. Koppels die er in het huwelijk willen treden dienen echter te voet te arriveren en moeten daarbij nog steeds de lange gletsjerwandeling maken via een van de normale bergbeklimmingsroutes.